# 나리와정
나리와정(成羽町)은 오카야마현 중서부 가와카미군에 위치했던 정이다. 현재는 합병에 의해 다카하시시가 되었고, 구 동사무소는 다카하시 시청 나루와 지역국으로 사용되고 있었으나 2020년 8월 31일 다카하시시 나루와 복합시설(다이코마루 플라자) 내로 이전된 후 옛 동사무소도 해체되었다.

## 역사
- 1889년 4월 1일 - 정촌제 시행에 의해 가와카미군 히가시나리와촌, 나리와촌, 나카촌, 후키야촌이 성립하였다.
- 1901년 4월 1일 - 가와카미군 히가시나리와촌이 정으로 승격해 초대 나리와정 이 되었다.
- 1906년 4월 1일 - 나리와정과 나리와촌이 합병해 2대 나리와정이 되었다.
- 1955년 3월 1일 - 나리와정과 나카촌이 합병해 3대 나리와정이 되었다
- 2004년 10월 1일 - 다카하시시, 가와카미군 우칸정, 가와카미정, 빗추정과 대등 합병해 다카하시시가 되었다. 동일 나리와정은 폐지되었다.

## 교통

### 도로
- 국도 제313호선 (일본)(일본어판)